# Dan Byrd
Daniel Byrd, dit Dan Byrd, né le 20 novembre 1985, est un acteur américain. Il est connu pour avoir interprété Bobby Carter dans La colline a des yeux en 2006, Travis Cobb dans Cougar Town ainsi que le rôle de Justin Tolchuk dans la série Aliens in America.

## Biographie
Dan Byrd est né à Marietta en Géorgie, et a commencé à jouer à un jeune âge. Son premier rôle à l'écran fut dans le film The First of May sorti en 1999, et mettant en vedette Julie Harris et Mickey Rooney. Il a ensuite fait une série d'apparitions dans des séries télévisées telles que Amy, Any Day Now (en), Urgences, et Les Anges du bonheur, avant de gagner son premier rôle dans une mini-série de la TNT : Salem's Lot. Il y joue un écolier, Mark Petrie.

## Filmographie

### Cinéma
- 2000 : 28 jours en sursis de Betty Thomas : Dan, le petit garçon de la station service
- 2001 : Une famille meurtrie de Arvin Brown : Brian Kniffen
- 2004 : Comme Cendrillon de Mark Rosman : Carter
- 2006 : La colline a des yeux d'Alexandre Aja : Bobby Carter
- 2005 : Mortuary de Tobe Hooper  : Jonathan Doyle
- 2007 : Cœurs perdus de Todd Robinson : Eddy Robinson
- 2010 : Easy Girl (Easy A) de Will Gluck : Brandon
- 2010 : Norman de Jonathan Segal : Norman Long

### Télévision
- 1999 : Une amie pour la vie (téléfilm) : Cory
- 2001 : Les Experts (CSI: Crime Scene Investigation) (série télévisée) : Jake Bradley (épisode 215 Écran de fumée)
- 2002 : Firestarter : sous l'emprise du feu (Firestarter 2: Rekindled) (TV) de Robert Iscove : Paul
- 2004 : Salem (Salem's Lot) de Mikael Salomon : Mark Petrie
- 2006 : Le Trésor caché de Butch Cassidy de Ryan Little
- 2007 : Ghost Whisperer (série télévisée) : Jason Bennett (VF : Donald Reignoux) (saison 2, épisode 17)
- 2008 : Aliens in America : Justin Tolchuk (VF : Hervé Grull)
- 2008 : Greek : Kurk
- 2009 : Heroes (série télévisée) : Luke Campbell
- 2009 - 2015 : Cougar Town (série télévisée) : Travis Cobb
- 2012 : Suburgatory (série télévisée) : Josh Sherman (saison 1, épisode 11)
- 2014 : Mad Men (série télévisée) : Wayne Barnes (saison 7, épisode 1)
- 2015 : Scandal (série télévisée) : Virgil Plunkett (Saison 4)
- 2017 : Unbreakable Kimmy Schmidt (série télévisée) : Josh (saison 4, épisode 8)
- 2019 : Good Doctor (série télévisée) : Tyler (saison 2, épisode 10)
- 2020 : Utopia (série télévisée) : Ian Ackerman
- 2021 : Young Sheldon (série télévisée) : le pasteur Rob (depuis la saison 5)